# فيزياء البوليمرات
فيزياء البوليمرات هو فرع من الفيزياء يهتم بدراسة البوليمرات من حيث التباينات الفيزيائية للمادة المتشكلة وخواصها الميكانيكية؛ بالإضافة إلى حركية التفاعلات الكيميائية الحاصلة عليها بما فيها تفاعل البلمرة من المونوميرات، وكذلك تفاعل التحلل للبوليمير المتشكل.